# جون بي. موراي
جون بي. موراي (بالإنجليزية: John B. Murray)‏ هو صانع أفلام أسترالي، ولد في 1931 في ملبورن في أستراليا.

## وصلات خارجية
- جون بي. موراي على موقع IMDb (الإنجليزية)
- جون بي. موراي على موقع قاعدة بيانات الفيلم (الإنجليزية)